# شبيه اللحوي
شبيه اللِحْوِي (الاسم العلمي: Hypenodes)، جنس حشرات عثية من فصيلة الأربوسية. وصفت من قبل إدوارد دوبليداي في 1850.